# Psychotria juddii
Psychotria juddii là một loài thực vật có hoa trong họ Thiến thảo. Loài này được Christoph. miêu tả khoa học đầu tiên năm 1938.